# How Do You Do It?
How Do You Do It? är en debutsingel av Gerry and the Pacemakers. Sången nådde en första plats på UK Singles Chart den 11 april 1963, där den låg kvar där i tre veckor.
Låten var ursprungligen tänkt för The Beatles. Gruppens producent George Martin litade inte på att Lennon-McCartneys melodier kunde bli hits, så han beställde fram en låt av den professionelle låtskrivaren Mitch Murray. Beatles spelade in låten under protest den 4 september 1962 med John Lennon som försångare. Men man lyckades övertala George Martin att i stället ge ut Love Me Do som gruppens första singel. How Do You Do It? gavs i stället 1963 till Gerry and the Pacemakers, som också tillhörde managern Brian Epsteins artiststall. Även här var George Martin producent, men EMI-etiketten var här  Columbia i stället för  Parlophone, som var det normala när George Martin var producent.
Gerry and the Pacemakers version blev en stor hit i Storbritannien, tills den avlöstes på toppen av The Beatles tredje singel From Me To You. Sången var också titellåten på en EP med låtarna How Do You Do It?, Away From You, I Like It och It's Happened To Me. (Columbia SEG8257, släppt juli 1963).
Beatles' version kom först ut på gruppens retrospektiva dubbelalbum Anthology 1 1995. 
Även Adam Faith lär ha erbjudits låten men tackat nej.
På svenska:
- 1991 Lotta & Anders Engbergs orkester (Ge mig en chans) svensk text:   Christer Lundh & Mikael Wendt
- 1995 The Pinks (Hur gör du) svensk text:   Lars Wiggman
- 1997 Wizex (Det där du vet) svenskt text: Danne Stråhed

## Listplaceringar
| Lista (1963-1964) | Position              |
| ----------------- | --------------------- |
| Danmark           | 7 (DR "Top 20")       |
| Irland            | 4                     |
| Kanada            | 6 (RPM)               |
| Norge             | 7 (VG-lista)          |
| Storbritannien    | 1                     |
| Sverige           | 1 (Kvällstoppen)      |
| Sverige           | 1 (Tio i topp)        |
| USA               | 9 (Billboard Hot 100) |